# Bettongia penicillata
Il woylie (Bettongia penicillata Gray, 1837), noto anche come bettongia dalla coda a spazzola, è un piccolo marsupiale (lunghezza 30 cm) appartenente alla famiglia dei Potoroidi.
Un tempo il suo areale ricopriva più del 60% del continente australiano, ma oggi ne ricopre meno dell'1%. Ha abitudini rigidamente notturne e non è gregario. Durante il giorno riposa in nidi ben fatti e nascosti, costruiti con erba e pezzi di corteccia. Si nutre dei bulbi, dei tuberi e dei funghi che mette alla luce scavando nel terreno con le robuste zampe anteriori. Abita le foreste temperate e le boscaglie, così come le macchie aride e le praterie.
In passato era diffuso in tutta la regione sud-occidentale dell'Australia Occidentale, in gran parte dell'Australia Meridionale, nel nord-ovest del Victoria e nella parte centrale del Nuovo Galles del Sud. Intorno alla metà del XIX secolo era molto abbondante, ma negli anni '20 era già scomparso da quasi tutto il suo areale. Nel 1992 sopravviveva soltanto in quattro piccole aree dell'Australia Occidentale. In Australia Meridionale è diffuso un certo numero di esemplari in seguito alla reintroduzione di animali allevati in cattività. Grazie ai programmi di reintroduzione e al controllo delle volpi, già nel 1996 si trovava in sei località dell'Australia Meridionale, tra cui il Santuario di Karakamia, gestito dall'Australian Wildlife Conservancy (AWC), tre isolette al largo della costa e due siti sul continente.
Il declino di questa bettongia sembra che sia stato causato da un certo numero di fattori, come l'impatto ambientale dovuto all'introduzione degli animali da pascolo, il disboscamento per far spazio ai terreni agricoli, la predazione ad opera delle volpi rosse introdotte e forse anche i cambiamenti nel regime degli incendi. Più di recente, a un improvviso calo della popolazione in una delle aree rimanenti - più dell'80 per cento in cinque anni - non è stata ancora data una spiegazione, sebbene il ricercatore Andrew Thompson abbia trovato due infestazioni parassitarie nel sangue di questi animali.
Per essere un mammifero, il woylie presenta una dieta piuttosto insolita. Nonostante possa nutrirsi anche di bulbi, tuberi, semi, insetti e resina, la fonte principale del suo sostentamento è costituita da funghi sotterranei che possono essere digeriti solo indirettamente. In una porzione dello stomaco, i funghi vengono consumati da batteri. Questi producono i nutrienti che in seguito verranno digeriti nel resto dello stomaco e nell'intestino tenue.
È in grado di utilizzare la coda, raccolta in maniera prensile, per trasportare le fascine con cui costruisce il nido.